# Кубок чемпіонів Бразилії з футболу
Кубок чемпіонів Бразилії з футболу (порт. Copa dos Campeões) — змагання з футболу в Бразилії, в якому брали участь переможці п'яти регіональних бразильських турнірів.
Переможець Кубка чемпіонів отримував пряму путівку до розіграшу наступного Кубка Лібертадорес. Всього відбулося три розіграші Кубка Чемпіонів Бразилії — у 2000, 2001 і 2002 роках. Потім турнір припинив своє існування — путівка в головний південноамериканський клубний турнір була віддана додатковому представнику чемпіонату Бразилії.

## Представники від регіонів
- Чемпіон Північного Сходу
- Переможець Кубка Центро-Заходу
- Переможець Кубка Півночі
- Переможець Кубка Сул-Мінас
- Переможець Турніру Ріо-Сан-Паулу

## Розіграші
| 2000 Детальніше | Палмейрас | 2:1                 | Спорт Ресіфі | Фламенго  | Сан-Паулу |
| 2001 Детальніше | Фламенго  | 5:3 2:3             | Сан-Паулу    | Крузейро  | Корітіба  |
| 2002 Детальніше | Пайсанду  | 1:2; 4:3 (пен. 3:0) | Крузейро     | Палмейрас | Фламенго  |